# Museum of International Folk Art
Das Museum of International Folk Art ist eine staatliche Einrichtung in Santa Fe, New Mexico, USA. Es ist eine von vielen Kulturinstitutionen, die vom New Mexico Department of Cultural Affairs betrieben werden.
Das Museum befindet sich auf dem Museumshügel in Santa Fe und beherbergt jeden Juli den Internationalen Volkskunstmarkt Santa Fe. Das Museum of International Folk Art teilt sich den Milner Plaza mit einer anderen staatlichen Institution, dem Museum of Indian Arts and Culture / Labor für Anthropologie. Angrenzend an beide befinden sich das private Wheelwright Museum der amerikanischen Indianer und das Museum für spanische Kolonialkunst sowie der Botanische Garten von Santa Fe.

## Geschichte
Das Museum wurde von Florence Dibell Bartlett gegründet und 1953 der Öffentlichkeit zugänglich gemacht. Es hat nationale und internationale Anerkennung als Heimat der weltweit größten Sammlung internationaler Volkskunst erlangt. Die Sammlung von mehr als 135.000 Artefakten bildet die Grundlage für Ausstellungen in vier verschiedenen Flügeln: Bartlett, Girard, Hispanic Heritage und Neutrogena. Das ursprüngliche Gebäude, ein Geschenk von Bartlett an den Staat, wurde vom berühmten New Mexico-Architekten John Gaw Meem entworfen.

## Ausstellungsbereiche
Der Bartlett-Flügel, der zu Ehren der Museumsgründerin Florence Dibell Bartlett benannt wurde, bietet wechselnde Ausstellungen, die auf den Sammlungen des Museums und Feldstudien spezifischer Kulturen oder Kunstformen basieren. Die Ausstellung in diesem Flügel reichte von türkischen, tibetischen und schwedischen Traditionen bis hin zu New Deal era art in New Mexico, recycelten Gegenständen, Mayólica, CARNAVAL! und tanzende Schatten, Epic Tales: Wayang Kulit aus Indonesien und einem mazedonischen bestickten Kleid.
Der Girard Flügel mit seiner beliebten Ausstellung Multiple Visions: A Common Bond zeigt Volkskunst, populäre Kunst, Spielzeug und Textilien von mehr als 100 Nationen. Die Ausstellung ist insofern einzigartig, als sie vom Stifter Alexander Girard, einem führenden Architekten und Designer, entworfen wurde. Die Sammlung umfasst Spielzeug und Puppen, Kostüme, Masken, Textilien aller Art, religiöse Volkskunst, Gemälde, Perlenarbeiten und vieles mehr. Seit der Eröffnung der Ausstellung im Jahr 1982 haben mehr als eine Million Besucher die Sonderwelt von Girard betreten. Die Ausstellung ist bei Kindern und Jugendlichen beliebt und lockt Besucher zurück in das Museum, um einen alten Favoriten zu finden oder einen neuen Schatz in der Galerie zu entdecken. Multiple Visions: A Common Bond stellt ungefähr 10 % der Sammlung dar. Die Ausstellung und Sammlung dient als Inspiration und Ressource für Wissenschaftler, Künstler und Pädagogen aus der ganzen Welt, von der Vorschule bis zum College.
Der Hispanic Heritage Flügel wurde 1988 eröffnet und war zu dieser Zeit der einzige ausgewiesene Raum für spanisch / hispanische Kunst im Staat. Dieser Flügel wurde renoviert und im Herbst 2009 wiedereröffnet, um die hispanische Volkskunst aus New Mexico und darüber hinaus in den Mittelpunkt zu rücken.
Die Neutrogena-Sammlung des Museums – die 1995 von Lloyd Cotsen, dem früheren CEO von Neutrogena, gestiftet wurde – umfasst mehr als 2.500 Textilien, Keramiken und Schnitzereien aus aller Welt.